# Podarcis filfolensis
Podarcis filfolensis är en ödleart som beskrevs av  Jacques von Bedriaga 1876. Podarcis filfolensis ingår i släktet Podarcis och familjen lacertider. IUCN kategoriserar arten globalt som livskraftig.

## Underarter
Arten delas in i följande underarter:
- P. f. filfolensis
- P. f. generalensis
- P. f. kieselbachi
- P. f. laurentiimuelleri
- P. f. maltensis